# Burn
A Burn a Deep Purple hard rock együttes 1974-ben megjelent albuma. Ez az első album, amit az együttes 3. felállása (Mk.III) készített, az új énekessel, David Coverdale-lel, és a basszusgitáros/énekes Glenn Hughes-szal, aki előtte a Trapeze-ben játszott. A két új tag a hangzást a soul és funk irányába vitte el, ami a következő albumukon, a Stormbringeren még erősebben jelentkezik.

## Az album dalai
1. "Burn" (Blackmore, Hughes, Lord, Paice, Coverdale) – 6:05
2. "Might Just Take Your Life" (Blackmore, Hughes, Lord, Paice, Coverdale) – 4:36
3. "Lay Down, Stay Down" (Blackmore, Hughes, Lord, Paice, Coverdale) – 4:15
4. "Sail Away" (Blackmore, Coverdale) – 5:48
5. "You Fool No One" (Blackmore, Hughes, Lord, Paice, Coverdale) – 4:47
6. "What's Goin' on Here" (Blackmore, Hughes, Lord, Paice, Coverdale) – 4:55
7. "Mistreated" (Blackmore, Coverdale) – 7:25
8. "'A' 200" (Blackmore, Lord, Paice) – 3:51

Ráadás számok a 30. évfordulós kiadáson:
1. "Coronarias Redig" (2004 Remix) (Blackmore, Lord, Paice) – 5:30
2. "Burn" (2004 Remix) – 6:00
3. "Mistreated" (2004 Remix) – 7:28
4. "You Fool No One" (2004 Remix) – 4:57
5. "Sail Away" (2004 Remix) – 5:37

## Közreműködők
- Ritchie Blackmore – szólógitár
- David Coverdale – ének
- Glenn Hughes – basszusgitár, ének
- Jon Lord – billentyűk
- Ian Paice – dob